# 加古川駅
加古川駅（かこがわえき）は、兵庫県加古川市加古川町篠原町にある、西日本旅客鉄道（JR西日本）の駅である。

## 概要
加古川市の中心駅であり、当駅の所属線である山陽本線と、当駅を起点とする加古川線との接続駅となっている。このほか1984年までは高砂線が接続していた。山陽本線に関してはアーバンネットワークエリアに属しており、「JR神戸線」の路線愛称設定区間に含まれている。駅番号は山陽本線（JR神戸線）のみJR-A79が付与されている。
昭和のころは山陰や九州方面へ向かう急行列車が多数停車していたが、山陽新幹線開業に伴う急行列車廃止後はこの駅に年間を通して停車する優等列車はなくなった。1972年3月15日に姫路駅乗り入れを開始した新快速は設定当初から当駅に停車している。当駅に停車する列車で特別料金が必要なものは、臨時特急の「かにカニはまかぜ号」と、特急「はまかぜ号」の一部の臨時停車のみであったが、2019年3月16日のダイヤ改正より、通勤特急「らくラクはりま」とはまかぜ5号、スーパーはくと13号が定期列車として停車する。
駅長が配置された直営駅であり、管理駅として山陽本線（JR神戸線）の土山駅・東加古川駅・宝殿駅・曽根駅の4駅と、加古川線のすべての途中駅を管理している。
JR神戸線と加古川線の乗り換えには、中間改札機を通る必要がある。

## 歴史

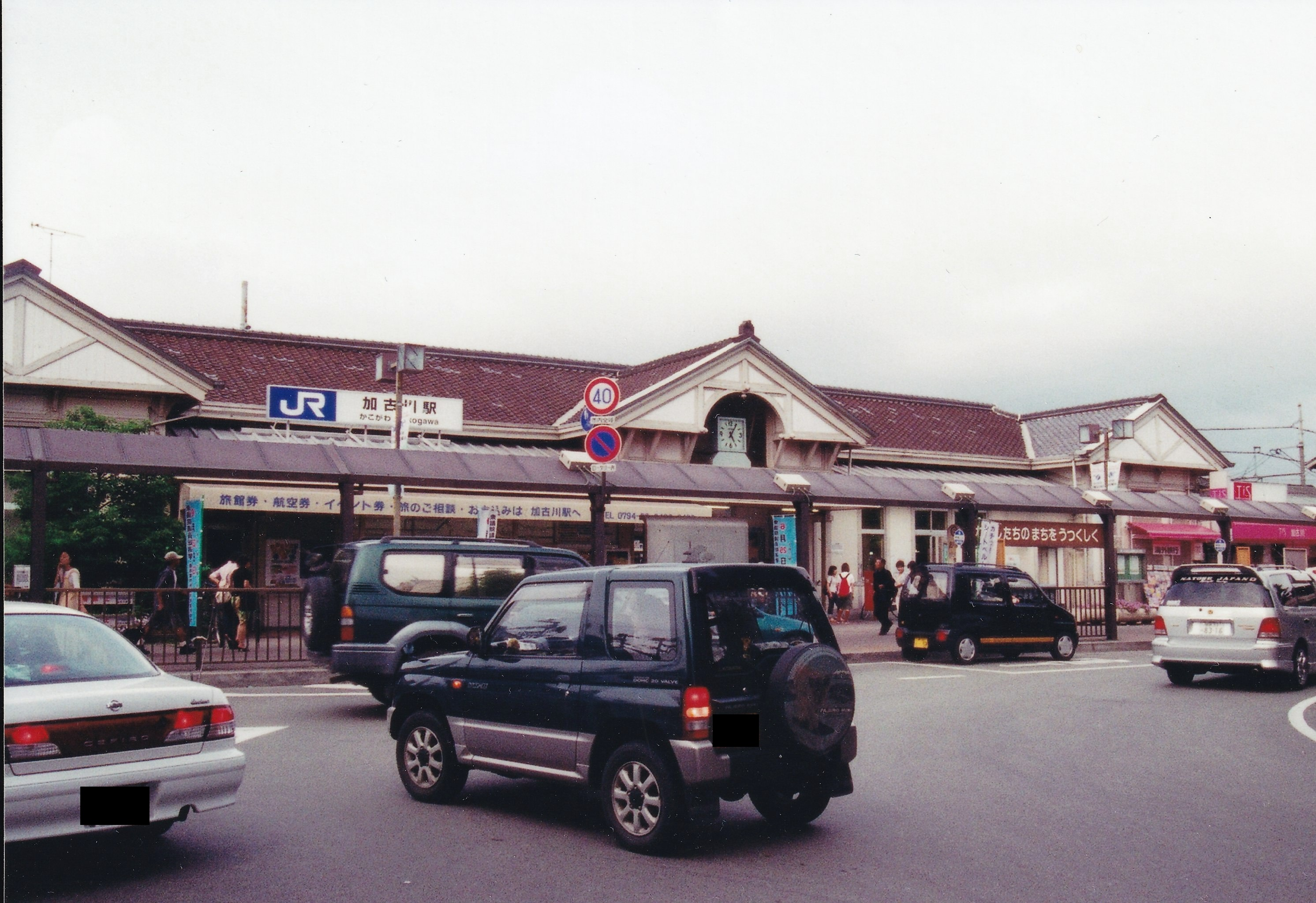
地上駅時代の駅舎

- 1888年（明治21年）12月23日：山陽鉄道の明石駅 - 姫路駅間の開通と同時に開業[1]。一般駅[7]。
- 1906年（明治39年）12月1日：山陽鉄道の国有化[3]により、官設鉄道の駅となる。
- 1909年（明治42年）10月12日：線路名称制定。山陽本線の所属となる。
- 1913年（大正2年）
  - 4月1日：播州鉄道の加古川町駅（かこがわちょうえき）が開業し[1]、播州鉄道線（後の加古川線）の加古川町駅 - 国包駅（現在の厄神駅）間が開業。
  - 12月1日：播州鉄道線（後の高砂線）の加古川町駅 - 高砂口駅間が開業[8]。
- 1915年（大正4年）5月14日：加古川町駅を統合し、当駅は国有鉄道・播州鉄道の共同使用駅となる[1]。
- 1923年（大正12年）12月21日：播州鉄道が播丹鉄道に駅を譲渡。
- 1943年（昭和18年）6月1日：播丹鉄道が国有化され[8][9]、国有鉄道単独駅となる。播丹鉄道線のうち、谷川方面は加古川線、高砂方面は高砂線となる。
- 1984年（昭和59年）
  - 2月1日：貨物の取り扱いを廃止[3]。駅構内西側に有蓋車用車扱貨物ホームが設けられていた。
  - 12月1日：高砂線が廃止[1][8]。
- 1986年（昭和61年）11月1日：（新聞紙を除き）荷物扱い廃止[3]。
- 1987年（昭和62年）4月1日：国鉄分割民営化により、西日本旅客鉄道（JR西日本）の駅となる[3][9]。
- 1988年（昭和63年）3月13日：路線愛称の制定により、山陽本線で「JR神戸線」の愛称を使用開始。
- 1995年（平成7年）
  - 1月17日：阪神・淡路大震災により、営業休止。
  - 1月18日：西明石駅 - 姫路駅間の復旧により、営業再開。
- 1997年（平成9年）3月8日：山陽本線（JR神戸線）にJR神戸線標準接近メロディ「さざなみ」導入[10]。
- 1998年（平成10年）
  - 2月7日：自動改札機を設置し、供用開始[11]。
  - 9月30日：当駅付近の連続立体交差事業に着工[12]。

- 2000年（平成12年）10月30日：山陽本線（JR神戸線）を仮線に切り替える。
- 2003年（平成15年）
  - 5月12日：山陽本線（JR神戸線）下り線を高架ホームに切り替える[13]。
  - 5月26日：山陽本線（JR神戸線）上り線を高架ホームに切り替える[13]。
  - 11月1日：ICカード「ICOCA」の利用が可能となる。
- 2004年（平成16年）12月19日：加古川線を高架線に切り替えるとともに電化[6]。乗り換え専用改札口の供用開始[6]。
- 2005年（平成17年）
  - 3月1日：連続立体交差事業がすべて完成。4番のりばの使用を開始。
  - 3月27日：商業施設「ビエラ加古川」がオープン[14]。駅レンタカーの営業を開始[15]。
  - 11月7日：かにシーズンに限り、特急「はまかぜ」1往復が停車するようになる[16]。
- 2006年（平成18年）10月1日：JR京都・神戸線運行管理システム導入。
- 2007年（平成19年）3月18日：山陽本線（JR神戸線）で駅自動放送を更新。
- 2008年（平成20年）
  - 3月20日：駅北西に、JR加古川駅西NKビルがオープン。
  - 3月30日：異常時情報提供ディスプレイが設置される（使用開始は4月1日）。
- 2012年（平成24年）8月6日：自動改札機を新型のものに交換。
- 2015年（平成27年）3月12日：入線警告音の見直しに伴い、接近メロディをJR神戸線標準接近メロディ「さざなみ」の音質見直し版に再び変更する[17]。
- 2016年（平成28年）3月26日：加古川線の当駅 - 西脇市駅間で「ICOCA」の利用が可能となるため、中間改札の自動改札機をICOCA対応のものに交換。
- 2018年（平成30年）3月17日：山陽本線（JR神戸線）に駅ナンバーが導入され、使用を開始する[18]。
- 2019年（平成31年）3月16日：ダイヤ改正より、通勤特急「らくラクはりま」とはまかぜ5号、スーパーはくと13号が定期列車として停車する[19]。これにより、山陽新幹線開業後の当駅に停車する特別料金が必要な定期列車が復活した。
- 2021年（令和3年）4月1日：みどりの券売機プラスが設置される。

## 駅構造
2005年3月1日に連続立体交差事業がすべて完成し、高架駅となった。高架化に伴って取り壊された旧駅舎は、1910年に西成線（現在の桜島線）の桜島駅として建てられたものを1919年に移築したものであった。
新しい駅舎の外壁は加古川の流れをイメージしており、新たな加古川の顔として明るさ・清潔さ・近代的な表情を表現している。せり上がる出入り口の庇の形状は地域の躍動と伸び行く将来を象徴し、また上部で「人」の字の形のように交差することで、人とまちの交流を表現している。「ビエラ加古川」の入口の上にある時計の部分は、旧駅舎をモチーフとしている。

### 現在

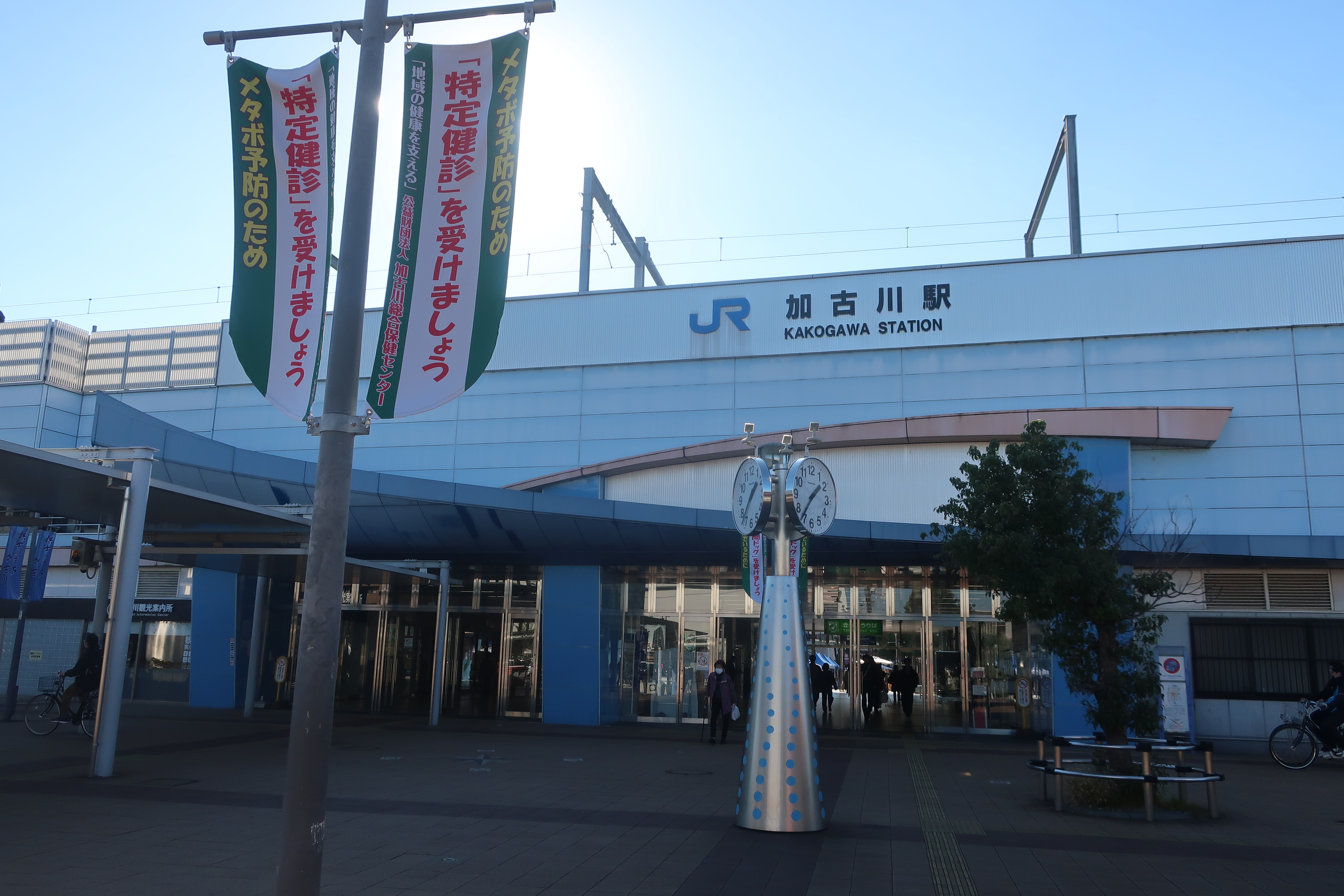
北口

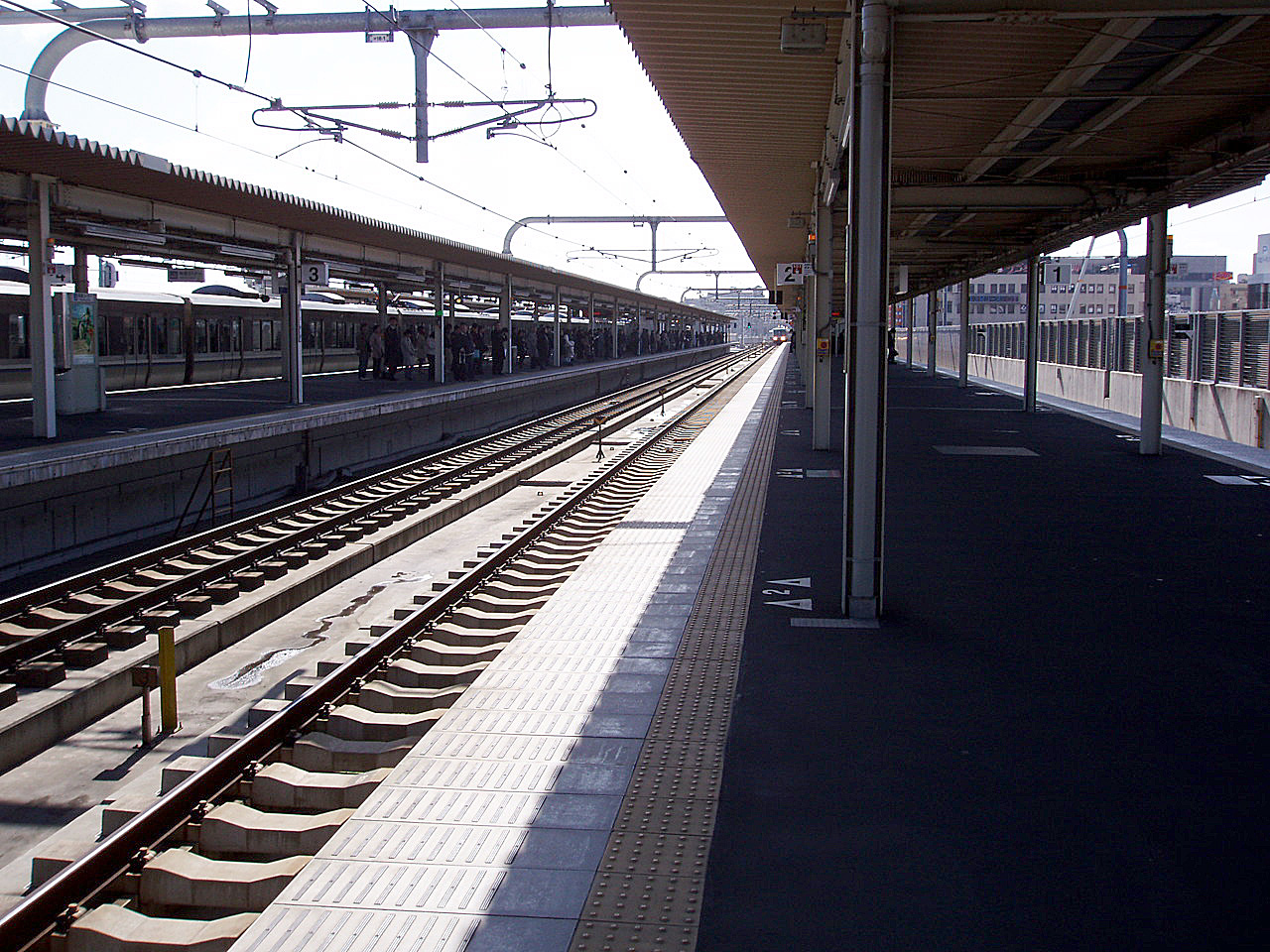
JR神戸線側の駅ホーム

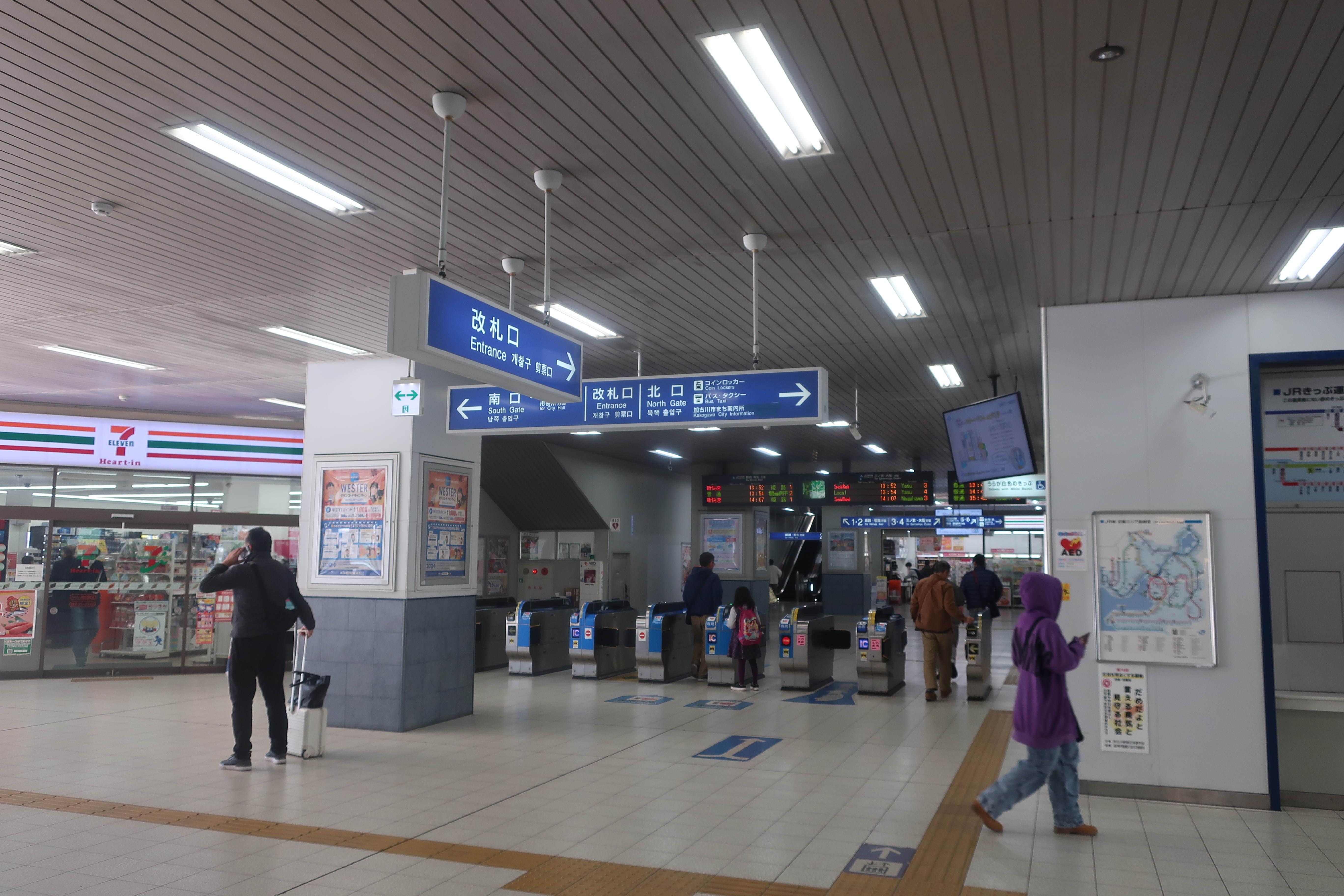
改札口

12両編成対応（ホーム長：245 m、ホーム幅：8 m）の島式ホーム2面4線、4両編成対応（ホーム長：85 m、ホーム幅：6 m）の島式ホーム1面2線、合計3面6線のホームを持つ高架駅である。
1 - 4番のりばをJR神戸線が、5・6番のりばを加古川線が使用する。1番のりばが下り本線、2番のりばが下り待避線、3番のりばが上り本線、4番のりばが上り待避線となっている。加古川線は5番のりばが本線となっている。
| のりば | 路線     | 方向 | 行先                   | 備考                        |
| ------ | -------- | ---- | ---------------------- | --------------------------- |
| 1・2   | JR神戸線 | 下り | 姫路・相生方面         |                             |
| 3・4   | JR神戸線 | 上り | 三ノ宮・大阪方面       | 一部列車は2番のりばから発車 |
| 5・6   | 加古川線 | -    | 厄神・西脇市・谷川方面 |                             |

- 上表の路線名は旅客案内上の名称（「JR神戸線」は愛称）で表記している。

2番のりばは上り（大阪）方面の発車が可能であり、当駅始発の上り列車のうち朝晩は2番のりばから発車する。3番のりばは下り（姫路）方面への発車が可能であるが、使用されることはない。5番のりばは山陽本線下り方面からの到着・発車が可能であり、加古川線と網干総合車両所を結ぶ回送列車で使用されることがある。6番のりばは山陽本線上り方面からの到着・発車が可能であるが、使用されることはない。
高架化当初の計画では、2番のりばでも下り方面への折り返し運転ができるように上り本線から2番のりばへの渡り線が設置される予定であったが、営業列車での設定がないことから省略された。また、加古川線の車両を鷹取工場で検修する予定であったことから5・6番のりば東方の分岐器はダブルスリップスイッチの予定であったが、鷹取工場の閉鎖や加古川線電化の決定により、当該分岐器はシングルスリップスイッチに変更され、加古川線から山陽本線への直通ルートは最低限とされた。
付記事項
- 当駅では新快速と普通が相互接続を行い、新快速は1・3番のりば、普通は2・4番のりばを使用する。なお、朝晩などに普通でも当駅で緩急接続を行わない列車は1・3番のりばに停車する設定がある。土曜・休日の朝8時台に、特急の通過待ちで2番のりばに停車する設定がある。2・4番のりばに停車する列車は、車内保温のため、ドア横の開閉ボタンを使って乗り降りする形となっている。特急・貨物列車などの通過列車は下りは1番のりば、上りは3番のりばを通過する（特急の臨時停車の場合も同様）。
- 日中時間帯の半数の快速は大阪駅・当駅間（西明石駅・当駅間は普通）で運行している。なお、客を降ろした後は次の宝殿駅まで回送され、改めて当駅で客を乗せる形となっている。
  - 2016年3月25日までは、昼間時（10 - 15時台）の当駅始発の普通（西明石駅から快速）は2番のりばからの発車であったが、翌26日の改正以降は宝殿駅まで回送して折り返し、4番のりばに入ってから上り方面の営業列車となり姫路始発の新快速から対面で乗り換えができるようになった。これによって2番のりばから出る上り列車は当駅始発のうち、平日朝の普通電車（各駅停車）と毎日夜の西明石行きのみとなった。
  - なお、1991年3月15日までは普通電車（各駅停車）が日中時間帯も1時間に1本当駅まで乗り入れていた。（当時のこの時間帯の快速は西明石駅で折り返し）。
- 当駅から加古川線に乗車する場合、またはJR神戸線・加古川線の相互間の乗り換えを行う場合、乗り換え口にある中間改札を通る必要がある[6]。その際、運賃に不足がある場合・加古川線で無人駅または北条鉄道の証明書で乗車した場合・ICOCAなどのICカードで乗車した場合は、乗り換え口で精算を行うことになる。日岡駅 - 西脇市駅間の各駅の場合、のりつぎ精算機にて精算する[注釈 1]。新西脇駅 - 谷川駅間の各駅の場合、乗り換え口の駅員対応となる。なお、いずれの場合でもICOCAの残額で精算できる。また、加古川線経由で大阪近郊区間内の迂回乗車を行う場合も、有人窓口でその旨を伝える必要がある。2016年3月26日から当駅 - 西脇市駅間でICOCAが利用できるようになったため、この区間で利用する場合に残額が十分あれば中間改札でICOCAを触れるだけで乗車できるようになった。
- 1 - 4番のりば（JR神戸線ホーム）の自動放送は2006年10月に「JR京都・神戸線運行管理システム」対応型放送に変更されているが、5・6番のりば（加古川線ホーム）の自動放送は固定音声のままとなっている。遅延表示はJR神戸線には出るが、加古川線では表示されない。
- 当駅で使用されている接近メロディは、1997年2月16日からJR神戸線内各駅に導入されている「さざなみ」に加え、列車接近表示器から1・3・5番のりばはメリーさんの羊が、2・4・6番のりばは草競馬が流れる。
- 南口前には2007年に但陽信用金庫から創業80周年記念として寄贈された彫刻「水の記憶/源流」（生形貴春作）が設置されている。
- 2022年11月、加古川市が駅構内にストリートピアノを設置したが、電車遅延などの構内放送時には利用を中止するなどのルールが守られず、2023年4月に運用が中止された[26]。

### 連続立体交差事業
「JR山陽本線等加古川駅付近連続立体交差事業」として駅を含む山陽本線(2,377 m、神戸起点37K359m60 - 39K736m) 、加古川線(953 m、加古川起点0m - 0K952m95)の高架化、12か所（山陽本線6か所、加古川線6か所）の踏切の撤去および気動車区の移転が行われた。事業費は285億円とされた。これの付帯事業として、「JR加古川橋梁改築事業」（事業区間1,778m、神戸起点39K736m - 41K514m）および駅周辺の区画整理事業が行われた。

#### 事業開始前の駅構内

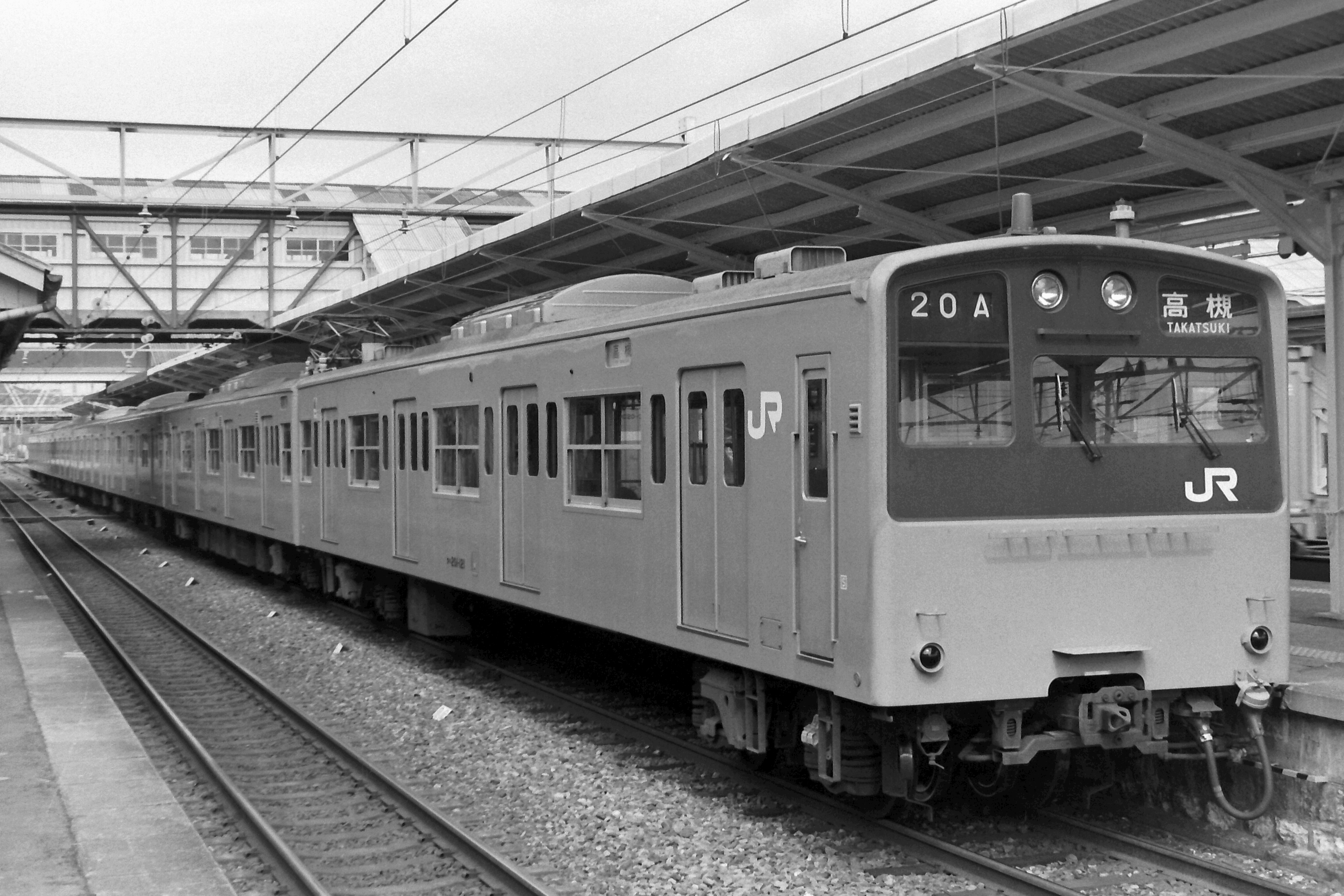
高架工事着工前の2番のりばに停車する、加古川始発の高槻行（1988年3月15日）

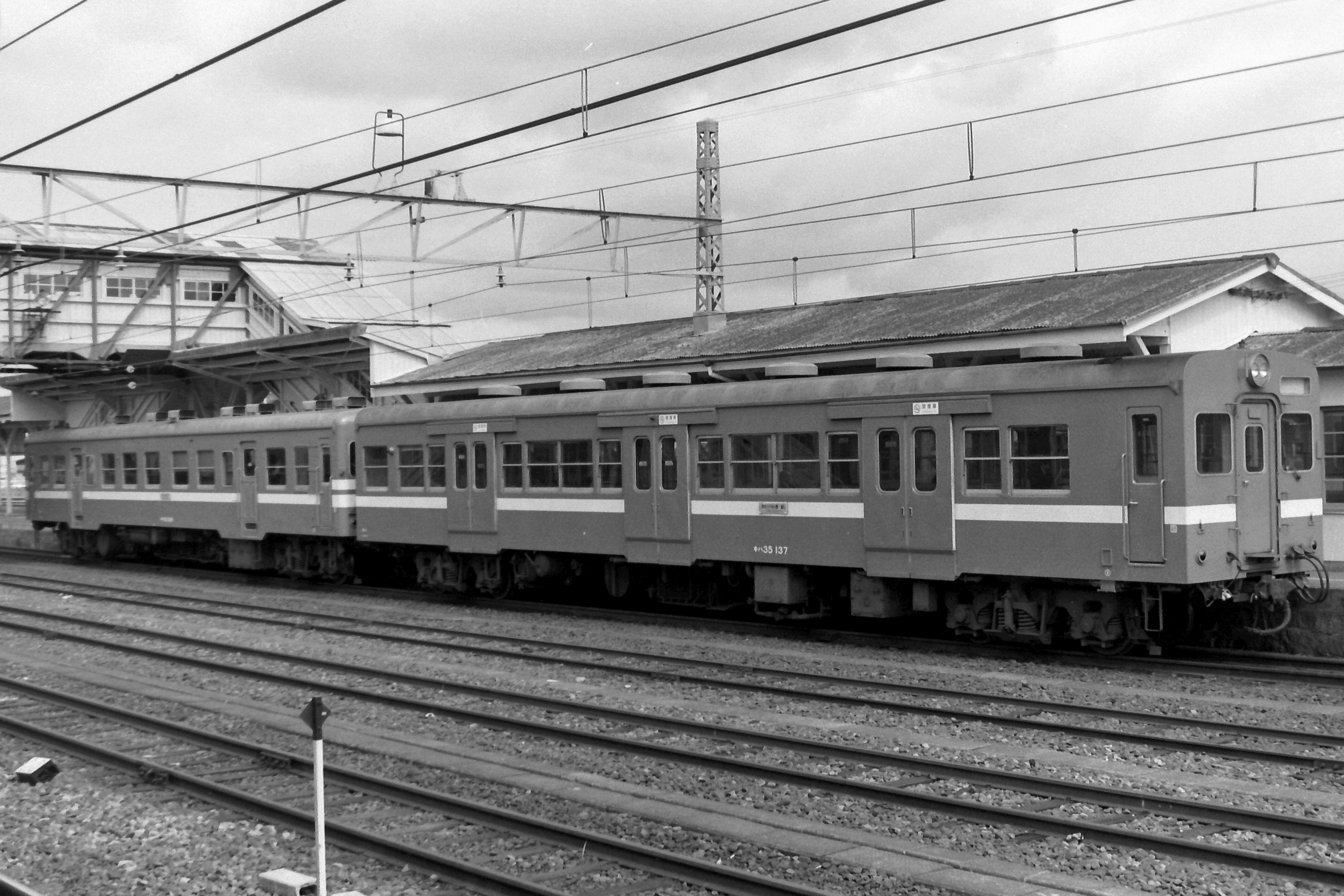
高架工事着工前の4番のりばに停車する加古川線キハ35+キハ20を3番のりばより撮影。手前に見える3本の線路は、4番線・5番線・6番線となっており、地上駅時代には側線が多数敷設されていた。（1988年3月15日）

12両編成対応の単式ホーム（ホーム長：261.5 m、ホーム幅：4.5 m）1面1線、12両編成対応の島式ホーム（ホーム長：291.2 m、ホーム幅：5.6 m）1面2線、6両編成対応の島式ホーム（ホーム長：150 m、ホーム幅：7 m）1面2線、合計3面5線のホームを持つ地上駅である。そのうち南寄りの2面3線をJR神戸線（山陽本線）が、北寄りの1面2線を高砂線と加古川線が（高砂線廃止後は加古川線のみが1面2線使用）使用していた。
| のりば | 路線      | 方向      | 行先                            | 備考                                     |
| ------ | --------- | --------- | ------------------------------- | ---------------------------------------- |
| 1      | ■JR神戸線 | 下り      | 姫路・相生方面                  |                                          |
| 2      | ■JR神戸線 | 下り 上り | 姫路・相生方面 三ノ宮・大阪方面 | 下りの待避列車や上りの当駅始発列車が使用 |
| 3      | ■JR神戸線 | 上り      | 三ノ宮・大阪方面                |                                          |
| 4・5   | ■加古川線 | -         | 粟生・西脇市方面                |                                          |

付記事項
- JR神戸線と加古川線のホームの間にホームなしの線路が敷設されており、南から4番線（上り待避線）、5番線、6番線となっていた。加古川線4番のりばは加1番線、5番のりばは加2番線であり、ホームなしとなる加3番線、加4番線も敷設されていた。国鉄時代には、1番のりばの南西側に貨物用側線、加古川線ホームの北側には貨車留置用の側線も多数敷設されていた。このほか、後述の加古川駅高架化までは加古川気動車区を備えるなど、広大な構内を持っていた。
- 2番のりばは、姫路方面で新快速の待ち合わせを行う列車と当駅始発の神戸･大阪方面行きの列車が使用していた。この2番のりばは1985年3月13日までは使われておらず、1990年3月9日までは姫路方面の大半が1番のりばに停車していた。
- 戦時中、1937年に開設された旧陸軍神野弾薬庫（現在の加古川刑務所）への爆弾や兵員を運ぶための延長3kmの引き込み線があった。加古川線・高砂線と一部線路を共用し、高砂線分岐地点より若干北側で加古川線と分岐していた。線路跡はほぼ道路に転用されており、緩やかなカーブから線路が引かれていたことを連想することができる。また、用水路に架かる橋には、専用線時代の橋を流用・改造して使用している。戦後に加古川刑務所となったためか、加古川刑務所専用線と呼称される場合もある。弾薬庫や工場など9棟が放置されていたが、2007年1月に加古川市によって解体・撤去された。

#### 連続立体交差事業開始後
連続立体交差事業に伴い、加古川橋梁東側から加古川駅東側は高架建設用地を確保するために現在線の北側に仮線を敷設し、ホームも同様に移設することとなった。加古川線仮ホームは現行の加古川線ホームのさらに北側、かつて貨物用側線があった箇所に移設し、その空いたスペースにJR神戸線仮ホームを設置した。それ以外の加古川橋梁東側から西寄りと加古川駅から東寄りの区間は現行線路の南側に高架を建設した。
連続立体交差事業の進行に伴い、加古川鉄道部は1999年3月13日に厄神駅付近に移転した。そして、高架建設用地を確保するためにホームをかつての貨物用側線などが存在した北側にホームを移設することとなった。山陽本線部分は、当駅で折り返し運転を行う列車が存在した都合上、2000年12月11日深夜に上り線下り線双方が一括で仮線に切り替えられた。ホーム配置は切替後も同じ3面5線ではあるものの、すべてのホームが島式とされ、JR神戸線上り本線が4番のりば、加古川線が5・6番のりばになり、2・3番のりば（当駅で特急・新快速の待ち合わせを行う姫路方面の普通列車および当駅折り返しの大阪方面の列車が使用していた）が同じ線路を共用していた。
既設ホームを撤去したスペースにJR神戸線上下ホームを建設し、2003年5月に高架ホームに切り替えた。そしてJR神戸線仮設ホームを撤去し、そのスペースに加古川線ホームを建設、2004年12月に高架ホームに切り替えた。

## 駅弁
加古川駅独自の駅弁はないが、姫路駅同様にまねき食品のえきそば店があり、弁当も売っている。

## 利用状況
2022年（令和4年）度の1日平均乗車人員は21,383人である。これはJR西日本の駅では第40位である。
「加古川市統計書」（加古川市総務部総務課・編）及び「兵庫県統計書」によると、年間乗車人数及び1日平均乗車人員は以下の通りである。
| 年度   | 年間 乗車人数 | 左記の内 定期利用者 | 1日平均 乗車人員 |
| ------ | ------------- | ------------------- | ---------------- |
| 1998年 | 8,169千       | 5,503千             | 22,380           |
| 1999年 | 7,964千       | 5,358千             | 21,760           |
| 2000年 | 7,747千       | 5,213千             | 21,223           |
| 2001年 | 7,605千       | 5,149千             | 20,835           |
| 2002年 | 7,502千       | 5,132千             | 20,555           |
| 2003年 | 7,609千       | 5,196千             | 20,789           |
| 2004年 | 7,614千       | 5,215千             | 20,861           |
| 2005年 | 7,675千       | 5,241千             | 21,026           |
| 2006年 | 7,876千       | 5,386千             | 21,579           |
| 2007年 | 7,950千       | 5,430千             | 21,721           |
| 2008年 | 7,999千       | 5,488千             | 21,915           |
| 2009年 | 7,919千       | 5,531千             | 21,697           |
| 2010年 | 7,961千       | 5,569千             | 21,810           |
| 2011年 | 8,033千       | 5,613千             | 21,949           |
| 2012年 |               |                     | 22,174           |
| 2013年 |               |                     | 22,669           |
| 2014年 |               |                     | 22,523           |
| 2015年 |               |                     | 23,256           |
| 2016年 |               |                     | 23,791           |
| 2017年 |               |                     | 24,065           |
| 2018年 |               |                     | 23,993           |
| 2019年 |               |                     | 23,989           |
| 2020年 |               |                     | 19,251           |
| 2021年 |               |                     | 19,871           |
| 2022年 |               |                     | 21,383           |

## 駅周辺
- ベルデモール加古川

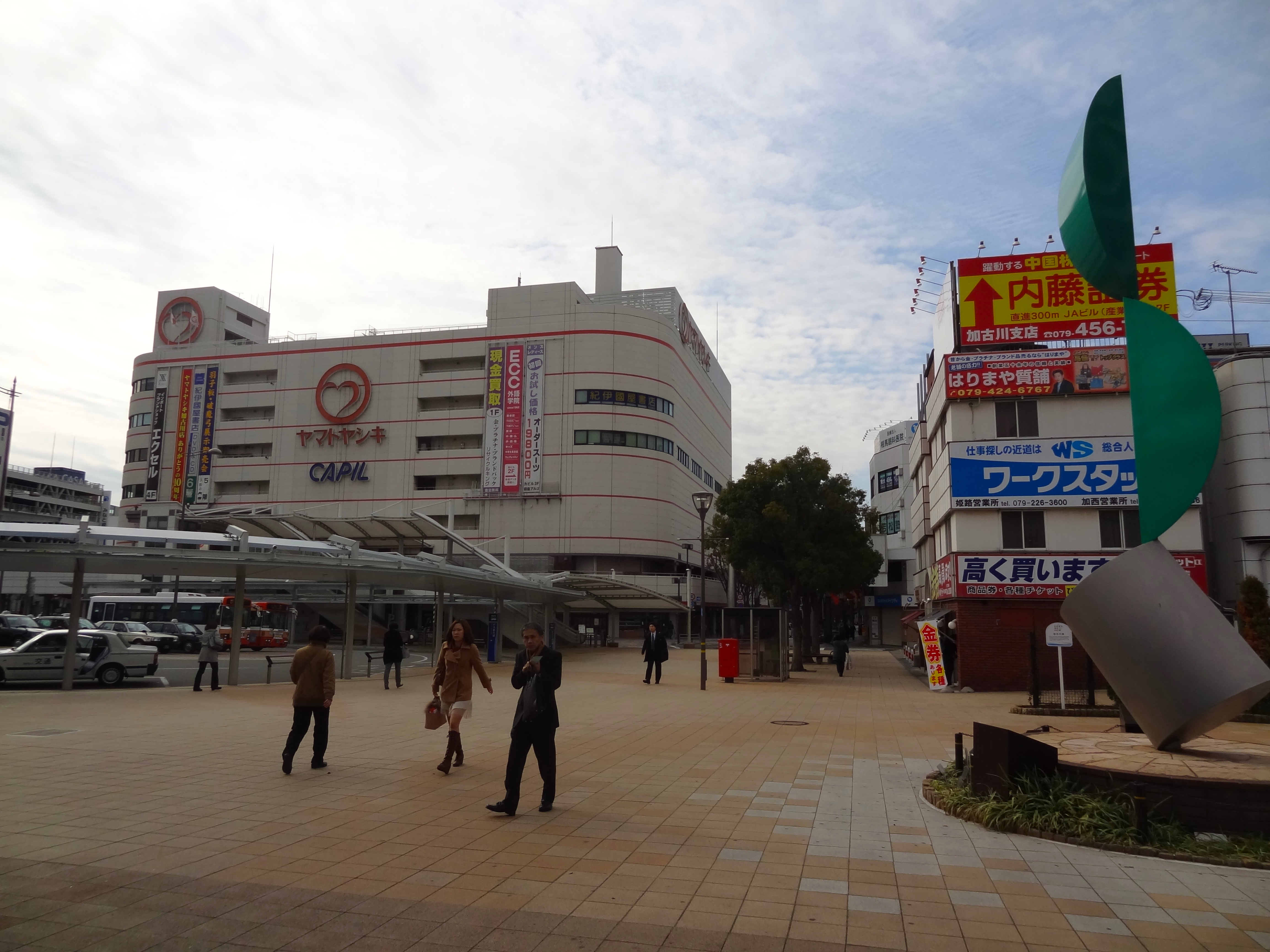
駅前広場とヤマトヤシキ

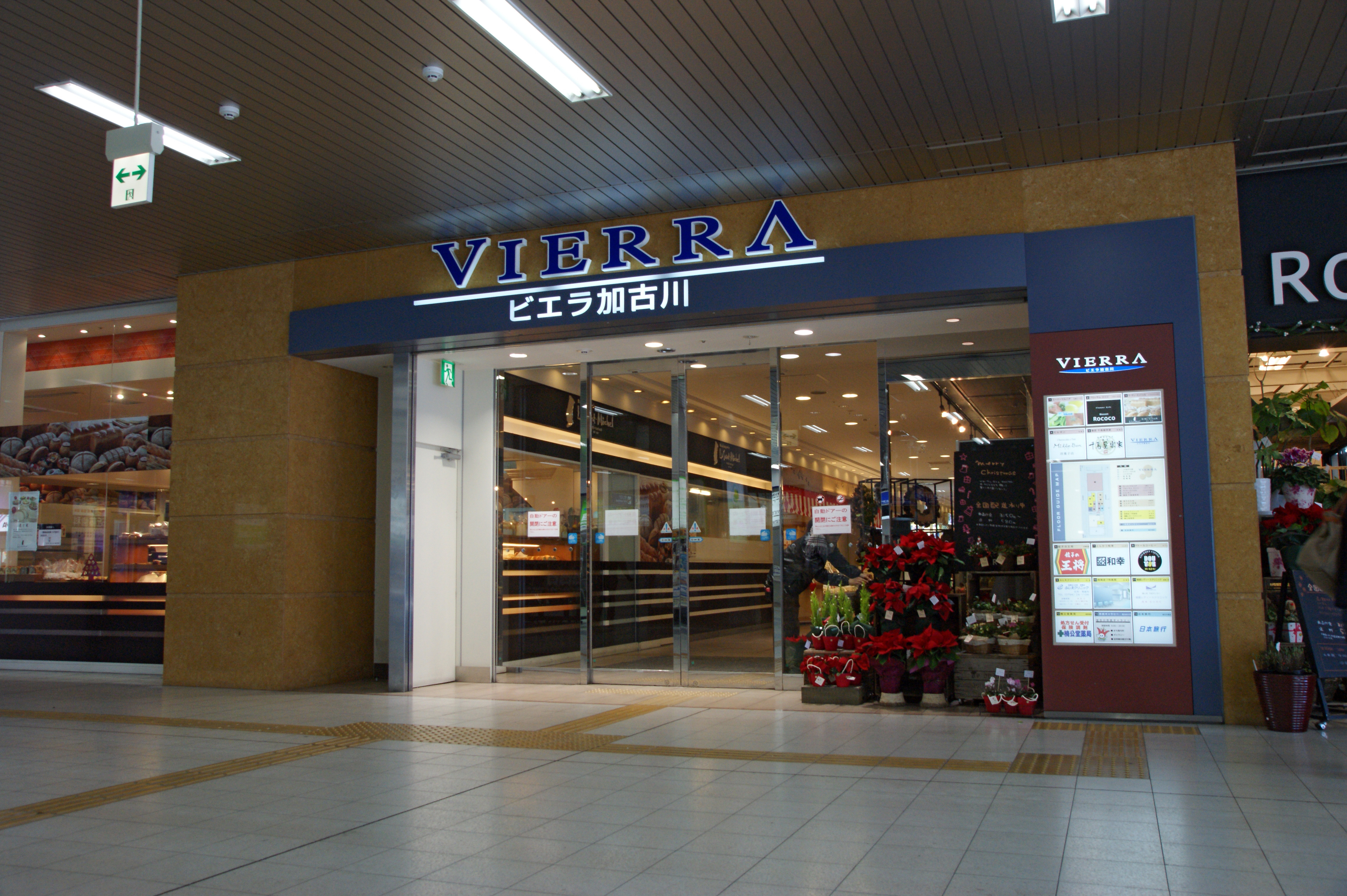
ビエラ加古川入口

  - 三井住友銀行加古川支店・別府支店・加古川法人営業部    - ※2025年5月26日より、別府支店が移転し共同店舗となった。
[32] - 加古川市指定金融機関
- カピル21
  - ヤマトヤシキ（旧加古川そごう）
    - ロピア 加古川ヤマトヤシキ店

  - 紀伊国屋書店加古川店
  - 加古川市立加古川図書館[33]
- ビエラ加古川
  - マルハチ 加古川店
- マルアイ加古川駅前店
- みなと銀行・りそな銀行加古川支店
- 加古川中央市民病院
- ニッケパークタウン
  - 万代 ニッケパークタウン加古川店
  - コナミスポーツクラブ加古川
  - ユニクロ加古川店
  - ニッケパークボール
- 兵庫県立加古川東高等学校
- 国道2号
- 加古川バイパス 加古川ランプ
- 加古川
- 兵庫県立加古川西高等学校
- 加古川市立加古川中学校
- 加古川市立氷丘南小学校
- 加古川市立加古川小学校
- 泊神社
- 鶴林寺
- 松風ギャラリー
- 加古川商工会議所
- 加古川プラザホテル
- 寺家町商店街
  - 丸万
  - 日新信用金庫加古川支店
- 加古川郵便局
- 加古川市役所・市民センター・SHOWAグループ市民会館
- 兵庫県加古川総合庁舎（東播磨県民局）
- 加古川日本毛織社宅建築群
- 兵庫県警鉄道警察隊詰所

## バス路線
（令和7年4月現在）　　　神姫バスと加古川市コミュニティバスかこバスが発着する。
| 系統        | 経由地                                                           | 行き先                   | 備考                             |
| ----------- | ---------------------------------------------------------------- | ------------------------ | -------------------------------- |
| 南1番のりば |                                                                  |                          |                                  |
| 11          | イオン加古川前・（東加古川駅）・福沢・（県立加古川医療センター） | はくほう会加古川病院     |                                  |
| 12          | イオン加古川前・東加古川駅・南芳苑かこてらす前                   | 別府                     |                                  |
| 15          | 坂元北・水足・福沢                                               | 上新田北口               |                                  |
| 南2番のりば |                                                                  |                          |                                  |
| 21          | 市役所前                                                         | 安田東ファミールハイツ   |                                  |
| 2           | 水道局前・鶴林寺・浜の宮駅・別府駅                               | 別府・海洋文化センター前 | 別府ルート                       |
| 南3番のりば |                                                                  |                          |                                  |
| 1           | 市役所前・長砂・南芳苑かこてらす前・二俣                         | 東加古川駅               | 東加古川ルート                   |
| 3           | 市役所前・稲屋・尾上の松駅                                       | 尾上公民館前             | 鳩里・尾上ルート                 |
| 4           | 市役所前・人権文化センター前・尾上の松駅・養田・別府駅           | 別府                     | 浜手ルート                       |
| 南4番のりば |                                                                  |                          |                                  |
| 41          | 加古川簡易裁判所南・木村南・加古川西団地サンロイヤル             | 加古川駅                 | 加古川西団地循環                 |
| 南5番のりば |                                                                  |                          |                                  |
| 51          | 加古川簡易裁判所南・木村・小畑口                                 | 都台                     |                                  |
| 53          | 加古川簡易裁判所南・木村・神吉                                   | ウェルネスパーク         |                                  |
| 53          | 加古川簡易裁判所南・木村・神吉                                   | 東神吉小学校東           |                                  |
| 54          | 加古川簡易裁判所南・木村・平津                                   | 宝殿駅北口               |                                  |
| 北1番のりば |                                                                  |                          |                                  |
| 6           | 日岡山公園・刑務所前・石守団地中央・福沢                         | 加古川営業所             |                                  |
| 7           | 近畿安全衛生技術センター前・神野西                               | 県立加古川医療センター   |                                  |
| 8           | 日岡山公園・刑務所前・石守団地中央・石守                         | 県立加古川医療センター   |                                  |
| 直通        |                                                                  | 県立加古川医療センター   |                                  |
| 臨時直通    |                                                                  | 日光山墓園               |                                  |
| 高速        |                                                                  | 関西国際空港             | 関西空港交通・南海バスの共同運行 |
| 高速        |                                                                  | USJ・万博会場            |                                  |
| 高速        |                                                                  | 姫路駅                   | 降車専用乗車不可                 |
| 北2番のりば |                                                                  |                          |                                  |
| 専用        |                                                                  | 神鋼加古川通退勤専用バス | 一般客利用不可                   |

## 隣の駅
西日本旅客鉄道（JR西日本）
 JR神戸線（山陽本線）
- 特急「スーパーはくと(下り2本のみ)」「はまかぜ(下り1本および臨時特急「かにカニはまかぜ」のみ)」「らくラクはりま」停車駅

■新快速
西明石駅 (JR-A74) - 加古川駅 (JR-A79) - 姫路駅 (JR-A85)
■普通（西明石から快速となる列車を含む）
東加古川駅 (JR-A78) - 加古川駅 (JR-A79) - 宝殿駅 (JR-A80)
- 運行区間の全駅に停車する各停（7両編成）は当駅発着で、東加古川駅方面のみの運転。

 加古川線
加古川駅 - 日岡駅

### かつて存在した路線
日本国有鉄道
高砂線
加古川駅 - 野口駅